# Giuseppe Zurlo
Giuseppe Zurlo (Baranello, 6 novembre 1757 – Napoli, 10 novembre 1828) è stato un giurista e politico italiano, appartenente alla famiglia Zurlo.

## Biografia
Iscritto alla Massoneria diviene, nel 1784, Maestro Scozzese dell'aristocratica loggia "La Vittoria" di Napoli, elevata dalla Gran Loggia di Londra a Gran Loggia provinciale. Nel 1813 fu Gran Maestro aggiunto del Grande Oriente di Napoli.
Fin da giovane ricopre cariche giudiziarie e amministrative di grande prestigio nell'ambito dell'amministrazione del Regno di Napoli, fino a quelle di Ministro delle finanze, sotto Ferdinando IV, e di ministro dell'interno durante il governo francese (1806-1815) e nel periodo dei moti del 1820. In qualità di ministro dell'Interno Zurlo gestì il processo di eversione della feudalità, decretata con una serie di provvedimenti approvati dai sovrani Giuseppe Bonaparte e Gioacchino Murat tra il 1806 ed il 1811. Decretò il trasferimento dei contenziosi fra i baroni e la municipalità alla commissione feudale, sottraendoli alla magistratura ordinaria. La commissione, una magistratura straordinaria le cui procedure rispecchiavano la logica verticale tipica dell'esecutivo e le cui sentenze erano inappellabili, si rivelò molto più celere ed efficace nella risoluzione delle controversie e nell'esecuzione della legge.
Convinto assertore dell'esigenza di un radicale mutamento del sistema di governo, Zurlo, per la sua personale esperienza di vita, conosce da vicino i mali che affliggono le popolazioni del meridione. Oltre ai problemi economici e sociali della sua terra, il Molise, conosce a fondo le condizioni della Calabria dove soggiorna in due occasioni: la prima volta, come membro della commissione costituita per un'indagine sul terremoto del 1783 e, una seconda volta, nel 1790, quando è giudice della Gran Corte della Vicaria.
In questa occasione gli viene affidato l'incarico di effettuare una ricognizione delle «difese» della regia Sila e una verifica delle occupazioni e delle usurpazioni di terre avvenute ad opera dei proprietari locali ai danni del demanio regio.

## Incarichi
- Ministro di Giustizia e del Culto (febbraio 1809 - novembre 1809)[2]
- Ministro dell'Interno (5 novembre 1809 - maggio 1815)[3]

## Scritti
- Rapporto sullo stato del regno di Napoli dopo l'avvenimento al trono di S. M. il re Gioacchino Napoleone per tutto l'anno 1809 ..., Napoli, tip. A. Trani, 1811; 
  - ristampa: Rapporto sullo Stato del regno di Napoli nel 1809, a cura di Renato Lalli, Isernia, Libreria Editrice Marinelli, s.d.;
- Rapporto sullo stato del Regno di Napoli per gli anni 1810 e 1811 presentato al Re nel suo Consiglio di Stato dal ministro dell'interno, A Napoli, dalla tipografia di Angelo Trani, 1812;
- Napoli 18 novembre 1820. Eccellentissimi signori Allorché furono installate le Deputazioni provinciali ..., firmato: Il Segretario di Stato Ministro degli affari interni Giuseppe Zurlo, Napoli, 1820.